# مجزرة عائلة أبو نحل (17 فبراير 2024)
مجزرة عائلة أبو نحل (17 فبراير 2024) هي مجزرة ارتكبها سلاح الجوّ الإسرائيلي يوم السبت الموافق 17 فبراير/شباط 2024. استهدفت هذه الغارات قصف استراحة عائلية بمنطقة “خربة العدس” في مدينة رفح جنوبي قطاع غزة. هذه المجزرة من ضمن عدة مجازر وقعت خلال الحرب الفلسطينية الإسرائيلية 2023-2024. تسبّبت هذه المجزرة الإسرائيليّة والتي مدينة رفح إلى استشهاد 14 شهيدًا وجميعهم من عائلة واحدة.

## خلفية الحدث
في ساعاتِ الصباح الأولى من يوم السابع من أكتوبر 2023 أطلقت حركة المقاومة الإسلامية حماس عبر ذراعها العسكري كتائب الشهيد عز الدين القسام عملية طوفان الأقصى وذلك ردًا على الاعتداءات الإسرائيلية وتدنيس الأقصى والاستمرار في الاستيطان، كما أكّد على ذلك محمد الضيف القائد العام للقسّام والذي أعطى إشارة انطلاق العمليّة التي شهدت اقتحامًا من المقاومين لمستوطنات غلاف غزة ونجحوا في قتلِ عدد كبيرٍ من الجنود الإسرائيلين، وأسر عشرات آخرين كما استطاعوا خلال ساعات قطع عشرات الكيلومترات ووصلوا لمستوطنات أبعد من تلك المحيطة والقريبة من قطاع غزة.
الرد الإسرائيلي على هذه العمليّة جاء من خلال شنّ سلاح الجو الإسرائيلي عشرات الغارات العشوائيّة على القطاع متسبّبة في مقتل آلاف المدنيين وتدمير البنية التحتية لمدن القطاع، ليصل حد فرض إغلاق شامل وقطع متعمد لكل الخدمات من ماء وكهرباء وغاز، وهو ما هدَّد حياة أكثر من مليونَي فلسطيني يعيشُ داخل القطاع الذي يُعاني أصلًا من تبعات الحصار الخانق عليهم منذ ستة عشر عاماً.
وفي مساء يوم 27 أكتوبر/تشرين الأول، أعلن جيش الاحتلال الإسرائيلي بدء الهجوم بري على قطاع غزة من خلال بدء التوغل في بلدة بيت حانون ومخيم البريج. حدث الهجوم وسط سلسلة من الغارات الجوية الإسرائيلية واسعة النطاق التي أدت إلى قطع الاتصالات المتنقلة والوصول إلى الإنترنت في غزة.
وبدخول عام 2024، استمرت سلسلة الهجمات على قطاع غزة، واتجهت نحو التصاعد مع توسيع إسرائيل لنطاق عملياتها في جنوب القطاع. ومع استمرار الاشتباكات والتصاعد الحربي، لوحظ استمرار القصف من قبل القوات الجوية والمدفعية الإسرائيلية على المناطق السكنية واستهداف مختلف المناطق.

## مريم وعبد الله
قبل ثلاثة أيام من المجزرة، تم تداول صور حفل زفاف عبدالله ومريم أبو النحل على نطاق واسع عبر مواقع التواصل الاجتماعي، حيث أقيم الحفل في استراحة العائلة في رفح. ولكن بعد مرور ثلاثة أيام فقط من زفافهما، استشهد عبد الله ومريم جراء القصف الإسرائيلي على استراحة العائلة في منطقة "خربة العدس" بمدينة رفح، جنوب قطاع غزة، وراح ضحيتها أيضاً عدد من أفراد عائلة أبو النحل.

## الضحايا
- عبدالله إبراهيم أبو نحل.
- مريم عبد سلام أبو نحل.
- إبراهيم جمعة أبو نحل.
- آمنه احمد أبو نحل.
- صابرين أبو نحل.
- محمود إبراهيم أبو نحل.
- لما إبراهيم أبو نحل.
- صقر إبراهيم أبو نحل.
- شهد إبراهيم أبو نحل.
- أحمد إبراهيم أبو نحل.
- فرح إبراهيم أبو نحل.
- سلمى إبراهيم أبو نحل.
- أسامة إبراهيم أبو نحل.
- عمر إبراهيم أبو نحل.